# Дякив, Игорь Степанович
Игорь Степанович Дякив (род. 26 декабря 1967, Омск) — советский и российский хоккеист, нападающий. Мастер спорта России (1992). Тренер.

## Биография
Воспитанник омского хоккея, тренер — Владимир Табачников. В команде второй лиги «Авангард» Омск дебютировал в 17 лет 15 января 1985 года в гостевой игре с орским «Южным Уралом». В матче, состоявшимся на следующий день, сделал хет-трик. С сезона 1986/87 — игрок команды первой лиги «Молот» Пермь. По ходу следующего сезона стал выступать за СКА Новосибирск. В конце сезона 1989/90 вернулся в «Авангард», с которым в 1991 году вышел в высшую лигу. В сезоне МХЛ 1994/95 стал лучшим бомбардиром клуба — 45 (13+32) очков. 15 февраля 1995 года в гостевом матче против «Сибири» (12:1) набрал 6 (3+3) очков; хет-трик сделал за 143 секунды, вторую и третью шайбу забросил с интервалом в семь секунд. В сезоне 1996/97 перешёл в тюменский «Рубин», после начала следующего сезона вернулся в «Авангард». Плей-офф сезона 1999/2000 провёл в «Рубине». Сезон 2000/01 — в «Металлурге» Новокузнецк. Затем вновь вернулся в тюменскую команду — «Газовик», завершал карьеру в сезоне 2002/03, перейдя в «Авангард-ВДВ».
Отлично видел площадку, мог выдать изумительный по точности пас… хоккейный «интеллигент». Мягкий, техничный игрок комбинационного плана.
Бронзовый призёр МХЛ (1996). Третий призёр Континентального Кубка (1999).
Играл в Любительской хоккейной лиге города Омска. Тренер в ДЮСШ «Авангард» (команды 1989 и 1994 годов рождения). Тренер во Дворце спорта им. А. Кожевникова (2010—2013). С осени 2013 — детский тренер в системе «Авангарда» (команды «Авангард»-98, «Авангард»-2003). Тренер команды ВХЛ «Омские крылья» (2021/22). Затем — главный тренер «Авангарда»-2009.
Обладатель Кубка мира 2004 года среди ветеранов в составе тюменского «Газовика» в категории «35+».
Брат Дмитрий (род. 1975) — хоккеист. Сын Матвей (род. 2001) в сезоне 2019/20 играл за «Омских ястребов» в МХЛ, с 2022 года — администратор команды.